# Turó de Ventafarines
El Turó de Ventafarines és una muntanya de 657 metres que es troba al municipi de Talavera, a la comarca catalana de la Segarra.